# Spialia doris
Spialia doris ist ein Schmetterling aus der Familie der Dickkopffalter (Hesperiidae).

## Merkmale
Die Vorderflügellänge der Unterart Spialia doris daphne beträgt ungefähr zwölf Millimeter. Die Oberseite beider Flügelpaare ist braunschwarz gefärbt und weist eine vollständige Reihe von weißen Submarginalflecken auf, der Diskoidalfleck ist halbmondförmig. Der Fleck in Zelle sieben auf der Unterseite der Hinterflügel ist gut vom großen weißen Diskoidfleck getrennt.

## Vorkommen
Spialia doris wurde auf der Mittelmeerinsel Ustica gefunden und ist verbreitet von Nordwestafrika bis nach Ägypten, häufig in der Dhofar-Region, auf der Sinai-Halbinsel, auf der Arabischen Halbinsel, allerdings nur selten vorkommend im Nord-Oman, häufiger im Jordantal und im südlichen Iran sowie in Indien verbreitet. Besiedelt werden sehr heiße, trockene Schluchten mit karger Vegetation. Im Atlas-Gebirge tritt die Art von 400 bis 1750 Meter Seehöhe auf. In der Thar-Wüste wurde er 2021 nach 67 Jahren wiederentdeckt. Funde in Zentralasien wurden beschrieben.

## Lebensweise
Die Imagines fliegen in zwei Generationen von Ende März bis Mai und von Ende August bis September. Ihr Flug ist sehr schnell und knapp über dem Boden. Die Raupen ernähren sich von Winden (Convolvulus) und unterscheiden sich damit von ähnlichen Arten wie Spialia mafa. Verschiedene Windenarten wurden als Futterpflanzen nachgewiesen: Convolvulus lanatus, Convolvulus caputmedusae und  Convolvulus trabutianus.

## Belege